# 사이버작전사령부
사이버작전사령부(-作戰司令部, Cyber Operations Command)는 국방 사이버 공간에서의 사이버작전 시행 및 그 지원에 관한 업무를 관장하기 위하여 설치된 대한민국 국방부 직할 기능사령부이다.

## 역사

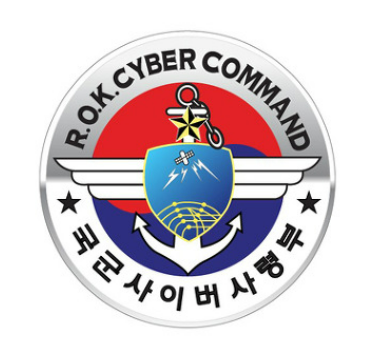
국군사이버사령부 시절의 부대표지

최초에는 국방개혁 2020 계획과 7·7 DDoS 공격을 계기로 군 차원에서 사이버 안전의 필요성이 대두되어 2010년 1월 11일 국방정보본부 예하 사령부로서 창설되었다. 창설 당시 병력은 400~500명 규모였다. 이듬해인 2011년 9월 국방개혁 307계획에 따라 대한민국 국방부 직속 사령부로 배속전환 및 증편되었다.
2012년 6월 10일, 사령부의 병력을 1천여 명으로 늘리고, 사령관의 계급을 준장에서 소장으로 격상하는 방안이 추진되었다.
2014년 12월 22일, 2012년에 총참모부 정찰총국 산하기구인 110호 연구소를 방문한 김정은의 지시로 설립된 전략 사이버 사령부에 대응하기 위해 1,000명을 증원할 계획을 언론을 통해 발표하였다.
2017년 9월 27일, 더불어민주당 김해영 의원이 '육군 사이버 전문 인력 소요 판단 결과 보고' 문건을 공개했다. 사이버사에 필요한 인력으로 대령 2명, 중령 11명, 소령 29명, 대위 45명, 중·소위 31명, 부사관 37명, 군무원 101명 등을 나열하면서 "2013∼2017년 사령부 중기부대계획에 따라 1천750명 완전 편성 기준으로 작성했다"고 적시했다.
2019년 2월 26일, 부대명칭이 기존의 '국군사이버사령부에서 '사이버작전사령부'로 변경되었다.

## 대선 개입 논란

### 사건의 발단
2013년 10월 14일, 김광진 의원은 국방부 국정감사에서 사이버사령부 요원들이 대선기간 댓글작업을 했다고 질의했다. 김광진 의원은 해당 부대가 2000년 이후 국정원으로부터 예산을 받고 있다고 말하였다. 이에 대해 김관진 국방부 장관은 대선개입은 있을 수 없고 북한이 대한민국 정부의 실체를 부정하기 때문에 이에 대응하는 것이 있다고 말하였다.
다음 날인 15일 신문을 통해 국군 사이버사령부 소속 군무원 2명과 군인 1명이 사용했다고 하는 아이디가 공개되었다. 이날 아침 국방부는 이 사건에 대한 조사에 들어갔다. 군 조사 결과 사이버사령부 소속의 군무원 2명과 부사관 1명이 정치적 성향의 글을 올리거나 리트윗한 사실이 확인되었다.
같은 날 이어서 열린 사이버사령부에 대한 국정감사에 옥도경 국군 사이버사령관이 증인으로 출석하였다. 옥도경 사령관의 요청에 따라 업무보고를 비공개로 진행한 뒤 의원들과의 질의응답은 공개로 진행했다. 옥도경 사령관은 '사이버사령부는 그런 지시를 받은 적도 한 적도 없다', '그에 상응하는 책임을 묻겠다'고 밝혔다. 민주당은 지난 대선 당시에는 현재 청와대 국방비서관인 연제욱이 사령관이었기 때문에 당시 사령관이 출석해야 한다고 요구하였다.
한편 사이버사령부 요원들이 국가정보원 심리전단의 트위터 계정 글을 리트윗한 사실과 평일 업무시간대에 활동한 사실도 드러났다. 또한 사이버사령부 요원 1명이 개입한 사실이 추가로 확인되고 사이버사령부 요원 2명은 문제가 제기되자 블로그의 글들을 삭제한 것이 드러났다.

### 의혹의 확산과 조사
10월 22일 국방부는 4명은 개인적으로 벌인 일으로 추정되며 용의자 신분으로 바꾸어 군 검찰ㆍ헌병 합동수사본부에서 수사하겠다는 발표를 했다. 이종명 전 국가정보원 3차장과 현 사이버사령부의 1처장, 심리전단장의 연계설을 부인했다. 2011년 2월 22일부터 이종명이 민군심리전부에서 일해 겹친 기간이 없다는 것이다. 그러나 대한민국 합동참모본부에 대한 국정감사에서 이종명이 발령일인 2월 22일 이전인 그해 1월 1일부터 민군심리전부에서 일한 사실이 드러났다. 이날 요원들이 십알단 윤정훈의 트위터를 리트윗한 사실도 확인됐다.
10월 23일에는 사이버사령부 요원들이 추가적인 대선개입활동을 벌인 사실이 공개됐다.
10월 24일에는 정치에 개입한 사이버사령부 요원 1명을 2010년 국방부에서 파워 블로거로 선정했던 사실이 드러났다. 군 관계자는 이에 대해 온라인상의 흐름을 잘 파악할 수 있는 대북 심리전 전문가도 필요했기 때문이었을 것이라고 말하였다.
10월 27일에는 민주당 진성준의원이 국방부가 제출한 사이버사령부 요원들의 공적조서를 분석해 사이버사령부가 국정원과 공조했고 국정원과 비슷한 일일보고서를 작성했던 사실이 드러났다.
10월 28일 국감에서는 사이버사령부 요원 3명의 아이디와 IP에 대해 압수수색 영장이 신청된 상태로 드러났다. 또 사이버사령부가 해외 한국인 사이트에 글을 남긴 정황이 공개됐다. 10월 31일 정청래의원은 사이버사령부가 2012년 1월부터 국가정보원과 회의를 가진 것에 대해 문제를 제기했다. 국방부는 대선개입에 대한 회의가 아니라는 입장을 밝혔다. 이날 사이버사령부 요원들이 국가정보원으로부터 심리전에 대한 교육을 받은 사실이 드러났다.
11월 1일 국방위 국정감사에서는 국방부의 다른 사령부인 기무사·정보사 요원의 정치글 의혹이 제기됐다. 또 민주당 의원은 사이버사령부 의심 아이디를 공개하며 국방부가 7명만 수사하는 것에 대해 문제를 제기했다. 2011년 11월 윤창중이 사이버사령부 심리전단 요원들에게 '친북 좌파들의 실상'이라는 교육을 한 사실이 드러났다.

### 군 검찰의 조사 결과와 군사 법원의 판결
군 검찰의 조사 결과 사이버사령부 단장의 지시에 의해 사이버사령부 요원들이 정치에 개입한 사실은 확인했다. 그러나 그보다 더 윗선에 대해서는 밝히지 못했다고 발표할 것이라고 전해지면서 꼬리자르기 논란이 일고 있다.
이와 관련하여 2014년 12월 30일 국방부 보통군사법원은 1심 판결에서 '부대원들에 의해 저질러진 범행의 구체적인 내용 전부를 알고 지시한 것으로 보이지 않는다'는 등의 이유로 금고 8월, 집행유예 2년을 선고 하여 현재 국방부 검찰단의 항소로 항소심이 진행 중인데 2014년 1월 7일 법원이 법률에 의해 국회에 제출한 판결문에 의하면 "옥도경 전 사이버사령관은 연 전 사령관이 보직을 마치고 국방부 정책기획관으로 근무할 당시 '내곡에서 온 정보가 있다. 시간 되실 때 전화로 말씀드리겠다'거나 '국정원 국정조사 관련 깊이 생각해보고 대처 바람' 등의 메시지를 보냈다"라는 내용이 있어 사실상 "대선에 개입하기 위해 두 정보기관(국가정보원과 국군사이버사령부)을 동시에 지휘한 정권차원의 개입이 있었을 것이라고 추론할 수 있지 않느냐"를 두고 재판 공정성과 관련하여 논란이 있다.

## 기타 논란
2015년 10월 14일, 북한으로부터 해킹당한 것으로 추정되는 국방부 산하 연구기관 연구원의 이메일을 조사하던 중, 사이버사령부 또한 악성코드에 감염되었다고 언론에 보도되었다. 이 과정에서 '시스체크(Syscheck)'라 불리는 보안점검 프로그램과 매뉴얼이 유출된 것으로 알려졌다.

## 화이트햇 콘테스트
사이버작전사령부는 2013년부터 국방부와 국정원이 주최하는 화이트햇 콘테스트를 매년 주관하고 있다. 이 대회는 해킹방어대회와 사이버정책 및 기술 공모전으로 나뉘어 열린다. 이 대회 입상자에게는 사이버사령부 S/W개발병 입대 지원시 우대 혜택을 주고 있다.

## 북한과의 비교
2017년 기준으로 북한 정찰총국은 7천여 명의 해커를 보유 중이다. 라자루스 그룹이라고 불린다.

## 같이 보기
- DoS 공격
- 해킹
- 인터넷 보안
- 사이버전쟁
- 국가사이버안보센터(국정원 산하)
- 사이버테러대응센터(경찰청 산하)
- 7·7 DDoS 공격
- 화이트햇 콘테스트

## 참고
1. ↑  김민석 (2009년 7월 11일). “국군 사이버사령부 내년 창설 ‘인터넷 영토’ 방어 맡는다”. 중앙일보. 2013년 7월 9일에 확인함.[깨진 링크(과거 내용 찾기)]
2. ↑  김혜영 (2012년 6월 10일). “軍 "사이버사령부 확대… 사령관 소장 격상"”. 한국일보. 2013년 6월 25일에 원본 문서에서 보존된 문서. 2013년 7월 9일에 확인함.
3. ↑  김동현 (2014년 12월 22일). “500명 vs 6000명…김정은 "최고 영재를 사이버전사로"”. TV조선. 2014년 12월 22일에 확인함.
4. ↑  김승섭 (2014년 12월 22일). “軍, 연내 사이버司 전력 1000여명 증원 계획”. 뉴스1. 2014년 12월 22일에 확인함.
5. ↑  軍사이버사, 총·대선 사이 정원 1천750명으로 대폭 확대 추진, MBN, 2017-09-27
6. ↑  오종택,김광진 의원 "사이버사령부도 댓글 작업했다…대선개입 정황",뉴시스,2013년 10월 14일
7. ↑  하어영·최현준,군 사이버사령부도 대선 ‘댓글 공작’ 의혹,한겨레 1면,2013년 10월 15일
8. ↑  최현준·하어영,문재인·안철수 비방글 리트위트…국정원 ‘댓글 공작’과 흡사,한겨레 3면,2013년 10월 15일
9. ↑  오종택,국방부, 軍사이버사령부 대선기간 '댓글 작업' 의혹 조사 착수,뉴시스,2013년 10월 15일
10. ↑  변태섭,군 사이버사령부 3명 '대선 댓글',한국일보 1면,2013년 10월 16일
11. ↑  유태영·김선영,국군사이버사령부 '대선개입 의혹' 파문 확산,세계일보 3면 2단,2013년 10월 16일
12. ↑  강병한·홍진수,국방부 “사이버사령부 소속 3명 대선 때 댓글 작업 확인”,경향신문 3면,2013년 10월 16일
13. ↑  김회경·변태섭,사이버사령부 요원들, 국정원 트윗 재전송[깨진 링크(과거 내용 찾기)],한국일보 1면,2013년 10월 16일
14. ↑  하어영·최원준,군 사이버사령부 ‘대선 댓글’ 등 400여건 긴급 삭제,한겨레 1면,2013년 10월 16일
15. ↑  권경성,국방부 거짓 해명 논란[깨진 링크(과거 내용 찾기)],한국일보 3면3단,2013년 10월 23일
16. ↑  김회경·권경섭,사이버사령부 요원, 윤정훈 목사 글 리트윗,한국일보 1면,2013년 10월 23일
17. ↑  임형섭,"사이버司 '정치글 요원' 더 있다…확인된 요원 15명" ,연합뉴스, 2013년 10월 23일
18. ↑  허경주,사이버사령부 요원 한명은 파워블로거,한국일보 4면 3단, 2013년 10월 25일
19. ↑  황비웅,군사법원 국감서 사이버사령부 댓글 수사상황 공개,서울신문 4면 3단, 2013년 10월 29일
20. ↑  이효상·조형국,사이버사, 미·중 등 교민 많은 나라 집중 공략,경향신문 8면, 2013년 10월 29일
21. ↑  (국감 브리핑) “사이버司·국정원 수시 회의”,서울신문 3면, 2013년 11월 1일
22. ↑  김진우,사이버사 심리전단 5명 국정원서 교육 받았다,경향신문 3면 3단, 2013년 11월 1일
23. ↑  하어영·김수헌,민주 “기무사·정보사 요원도 대선때 정치댓글 의혹”,한겨레 6면, 2013년 11월 2일
24. ↑  軍사이버사 ‘대선댓글’ 연제욱·옥도경 등 집행유예,선고유예
25. ↑  野 "사이버사령부 댓글 '셀프 재판'…아연실색"
26. ↑  해킹 조사하던 사이버사, 되레 해킹 당했다
27. ↑  2015 대한민국 화이트햇 콘테스트 입상자 특전

- “사이버작전사령부령”. 국가법령정보센터. 2019년 2월 26일. 2023년 7월 15일에 확인함.